# Forklaringstegn
ↄ: (forklaringstegn) er et tegn som består af et c roteret 180° efterfulgt af et kolon. Betydningen af tegnet er "det vil sige", og har dermed samme betydning som forkortelsen "dvs.", eller den latinske forkortelse "i.e." ("id est"). 
Almindeligvis[kilde mangler] bruges tegnet indenfor parenteser, for eksempel i Ivar Høyems Norsk mållære, "korkje (ↄ: ingjen av tvo)".

## Udbredelse
Tegnet har været brugt i Norge, og Danmark og på Island (og i mindre grad i Sverige), siden middelalderen,
Eng citerer Kirstes yrkeslære for settere, og pointerer at denne siger at dette tegn "blir ofte brukt i norsk sats istedenfor d. e. = det er". Det fremhæves at dette tegn bruges på norsk, og at det derfor bruges sjældnere udenfor Norges grænser.
| - Eksempel på anvendelse 1873 - Forklaringstegnet i Aasen (1873), Norsk ordbog med dansk forklaring. |

## Udvikling i nyere tid
I slutningen af 1900-tallet er brugen mindsket. En forklaring på dette er at mens man satte typerne i tekster manuelt, og dermed nemt kunne sætte et c på hovedet;  opstod der derimod problemer når sætningen skulle ske med forhåndsdefinerede typer i et IT-system.
Efterhånden som operativsystemerne får større støtte for tegnsæt som Unicode, er det muligt at bruge tegnet også i IT-sammenhæng.

## Roteret c (ɔ) i IT
Det roterede c kan substitueres med unicode LATIN SMALL LETTER OPEN O, ɔ, unicode U+0254 (hex).
Dette tegn ɔ kan i visse IT-systemer indtastes som alt+596.

## Lignende symboler
Det internationale fonetiske alfabet bruger et lignende tegn "ɔː". Et c typesat omvendt og to trekanter over hinanden (ː - som kan minde om et kolon. I lydskrift, indikerer tegnet ɔ en halvåben bagtungevokal, mens triangelkolonet viser at denne skal have lang udtale. 